# Adolf Küppersbusch
Adolf Küppersbusch (* 16. Juli 1901 in Gelsenkirchen; † 4. August 1971 in Rinkerode) war ein deutscher Unternehmer und Wirtschaftsmanager.

## Leben
Adolf Küppersbusch war ein Enkel des Unternehmensgründers Friedrich Küppersbusch. Nach dem Abitur studierte er Volkswirtschaftslehre. 1922 wurde er Mitglied des Corps Vitruvia München. Das Studium schloss er als Diplom-Volkswirt ab. 1929 wurde er an der Universität Frankfurt zum Dr. rer. pol. promoviert.
Danach trat Adolf Küppersbusch in das Unternehmen seiner Familie ein, die von seinem Großvater gegründete Herdfabrik F. Küppersbusch & Söhne AG mit Sitz in Gelsenkirchen. 1945 wurde er Mitglied und 1955 Vorsitzender des Vorstandes. Seit 1966 gehörte er dem Aufsichtsrat an.
Adolf Küppersbusch war über viele Jahre Mitglied im Vorstand des Fachverbands der Heiz- und Kochgeräte-Industrie. Er war weiterhin Mitglied des Beirates Essen/Dortmund/Duisburg der Deutsche Bank AG und fungierte als Handelsrichter.

## Auszeichnungen
- 1968: Bundesverdienstkreuz 1. Klasse[6]

## Schriften
- Die französische Valuta in der Kriegs- und Nachkriegszeit. 1929. (Dissertation)